# Ízisz

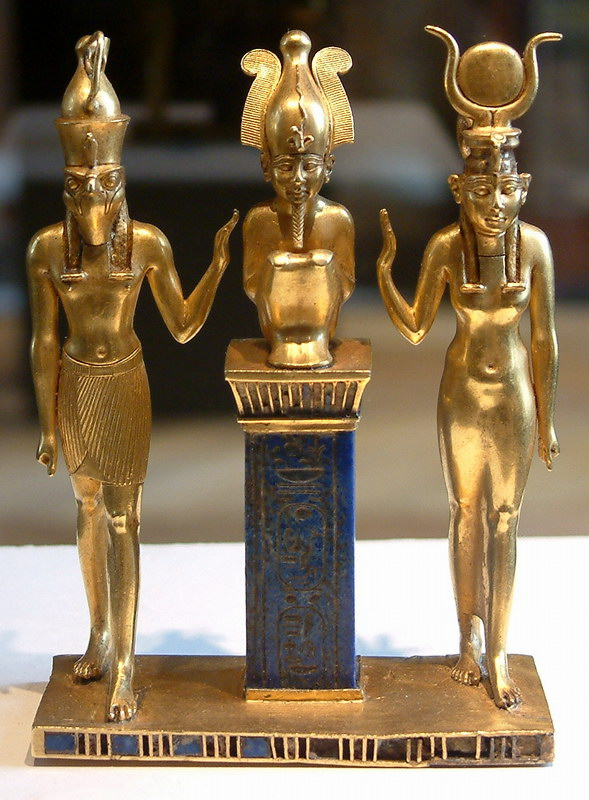
Balról jobbra: Hórusz, Ozirisz és Ízisz hármas szoborcsoportja a XX. dinasztia korából (Louvre, Párizs)

Ízisz (ókori egyiptomi nyelven: Iszet vagy Aszet, 3s.t) az ókori Egyiptom egyik legjelentősebb istensége, anyaistennő, a varázslás, a termékenység, a víz és szél, a tengerhajózás istennője, a nőiesség és a hűség szimbóluma, Ozirisz testvére és felesége, Hórusz anyja.
Eredete nem tisztázott, valószínűleg a Nílus-deltában imádták először; más egyiptomi istenekkel ellentétben kultuszának nem volt központja. Elsőként az V. dinasztia idejéből maradt fenn említése (ebből az időből maradtak fenn az első irodalmi feliratok), de később vált igazán jelentőssé, mikor több más istennőt is magába olvasztott. A legismertebb és legtiszteltebb ősi politeista istenségek közé tartozik, hiszen kultusza elterjedt a Közel-Keleten és egész Európában; a görögök és a rómaiak is imádták. Temploma épült még a Brit-szigeteken is, és szórványokban egészen a 6. századig, a többségében már keresztény Európában is tisztelték. A mai Magyarország területén a savariai Iseum kultuszának leghíresebb emléke.

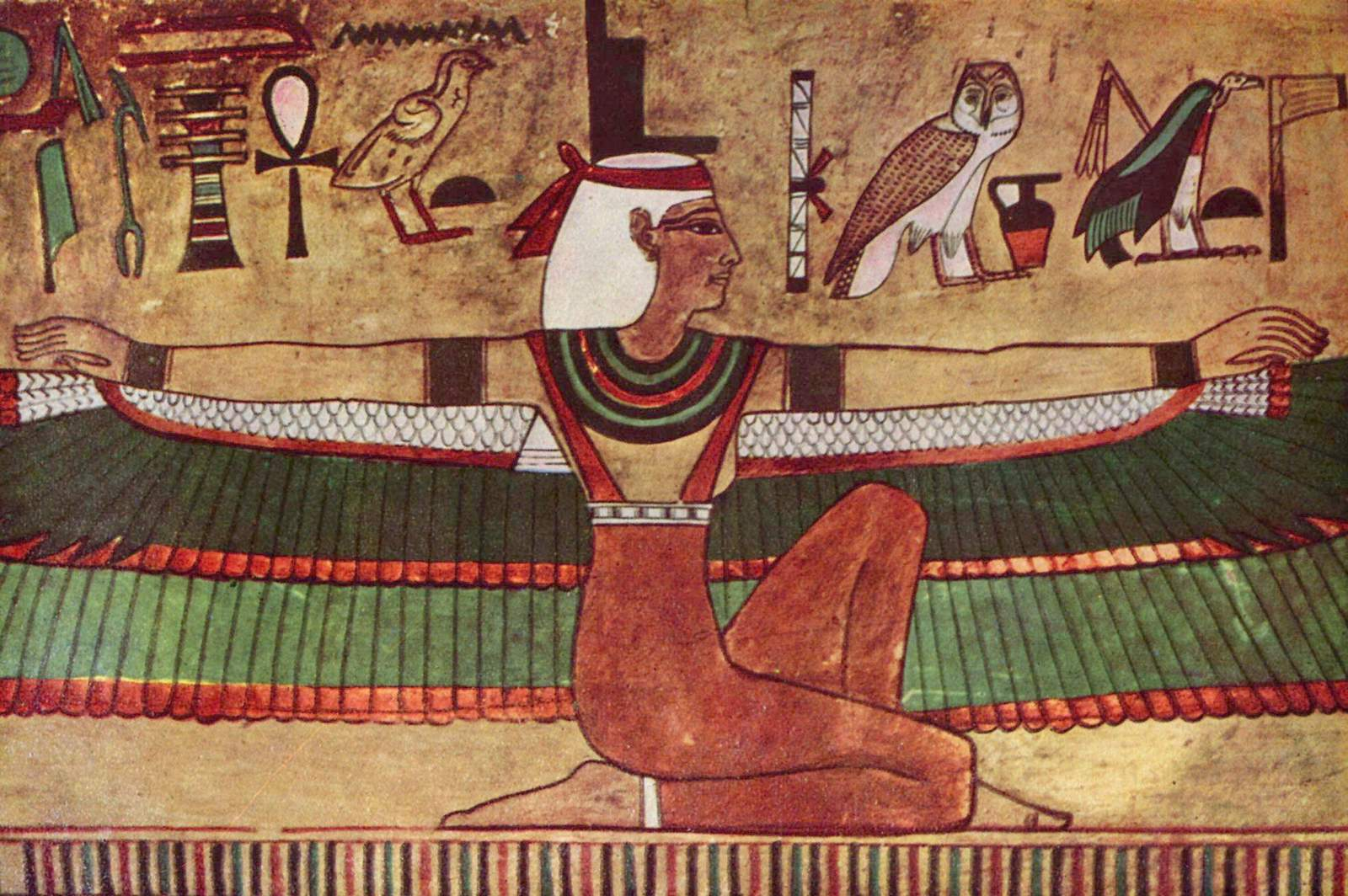
Ízisz (falfestmény i. e. 1360 körülről)

## Neve és kiejtése
| st | t · H8 | B1 | vagy | st | t · y | I12 |

| st | t · H8 | B1 | vagy | st | t · y | I12 |

Ma a magyar irodalomban leggyakrabban használt neve az Ízisz. Az eredeti egyiptomi név görög változatából, az Ἶσις (Iszisz) névből származik. Az eredeti név pontos kiejtése – a legtöbb óegyiptomi szóhoz hasonlóan – nem ismert, a hieroglif írásjelek transzliterációja js.t, feltételezhetően Iszetnek, vagy a végső -t betűt (a nőnem jelét) elhagyva Iszának ejtették. Az egyiptomi nyelv 3000 éves története során a kiejtés valószínűleg gyakran változott, így lehetett Iszet, vagy Iszá, de akár Aszet is.
Neve szó szerint trónszéket jelent, ábrázolásaiban trón jelképét viselte a fején, de a nevét jelentő hieroglifa eredetileg hús-vér nőt (halandót) jelentett, és lehetséges, hogy Ízisz egykor élő, később istenként tisztelt királynő(ke)t jelképezett.

### Templomai
A legtöbb egyiptomi isten helyi istenségként kezdte, és történetük során megmaradtak helyi kultuszközpontjaik, sok várost ismertek egy-egy isten városaként. Ízisz történetében azonban nem találunk helyi kultuszra utaló nyomokat; korai története során ismert templomai sem léteztek. Íziszt a XXX. dinasztia idejéig csak más istenek templomaiban imádták, és akkortól sem egyedül, hanem Ozirisszel és Hórusszal együtt tisztelték. A külön Ízisznek szentelt templomok csak a római időkben terjedtek el. Erre az időre kultusza már Egyiptomon kívül is terjedni kezdett, több helyen, például Bübloszban Asera semita istennő helyét vette át, több hasonlóságuknak köszönhetően, de a Római Birodalom területén sokfelé épültek templomai. Egyiptomban ekkor kapta ma ismert formáját a philai-i templom, sőt, még thébai területen is emeltek neki templomot, ami a nyugati part déli végén, Dejr es-Selvit néven található. A hellenikus korban a tengerészek védőistennőjévé vált, védelmező és anyaistennő jellegének, valamint az eredetileg Hathor istennőt jellemző szerelemistennő-jellegnek köszönhetően.
A görög-római világban Ízisz a misztériumvallások egyik legfontosabb alakjává vált, és több ókori szerző is említi templomait, kultuszát és szertartásait. Templomai épültek a mai Irak, Görögország, Olaszország és Anglia területén is (Hadrianus falánál fedezték fel maradványait). Philai-ban kultusza a 6. századig fennmaradt, jóval a kereszténység elterjedte utánig.
Az ókori Savariában állt szentély II. századi épületmaradványainak első rekonstrukcióját 1963-ban nyitották meg. Legrangosabb épülete az istennő központi szentélye. A terület ma látható újjáépítése a legfrissebb régészeti feltárások és történeti kutatások alapján 2010-ben történt meg.

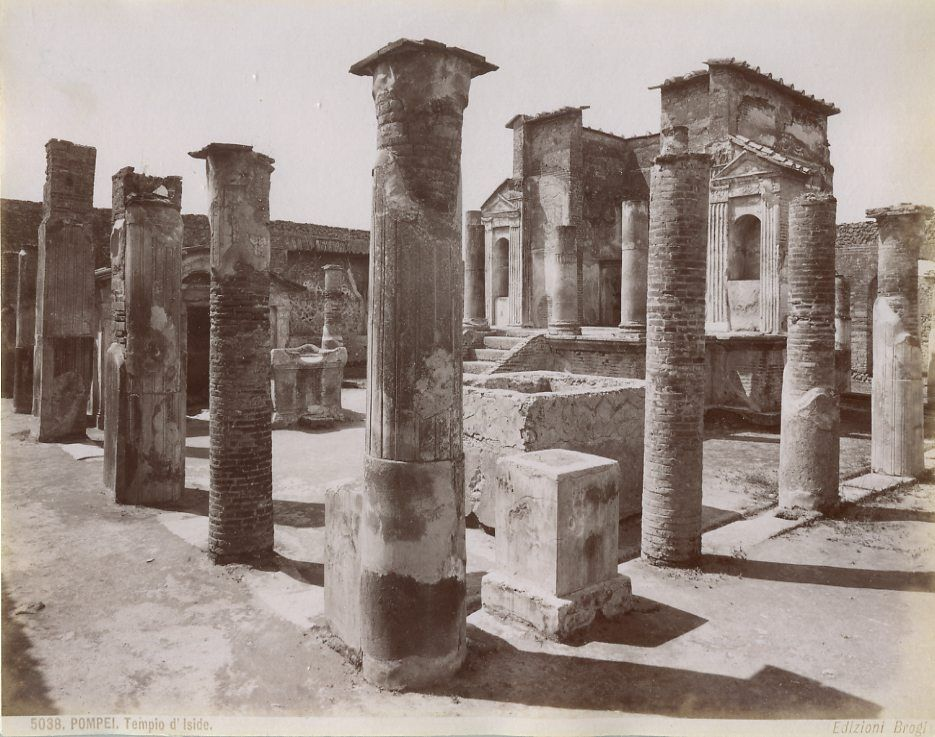
A pompeii Ízisz-templom)
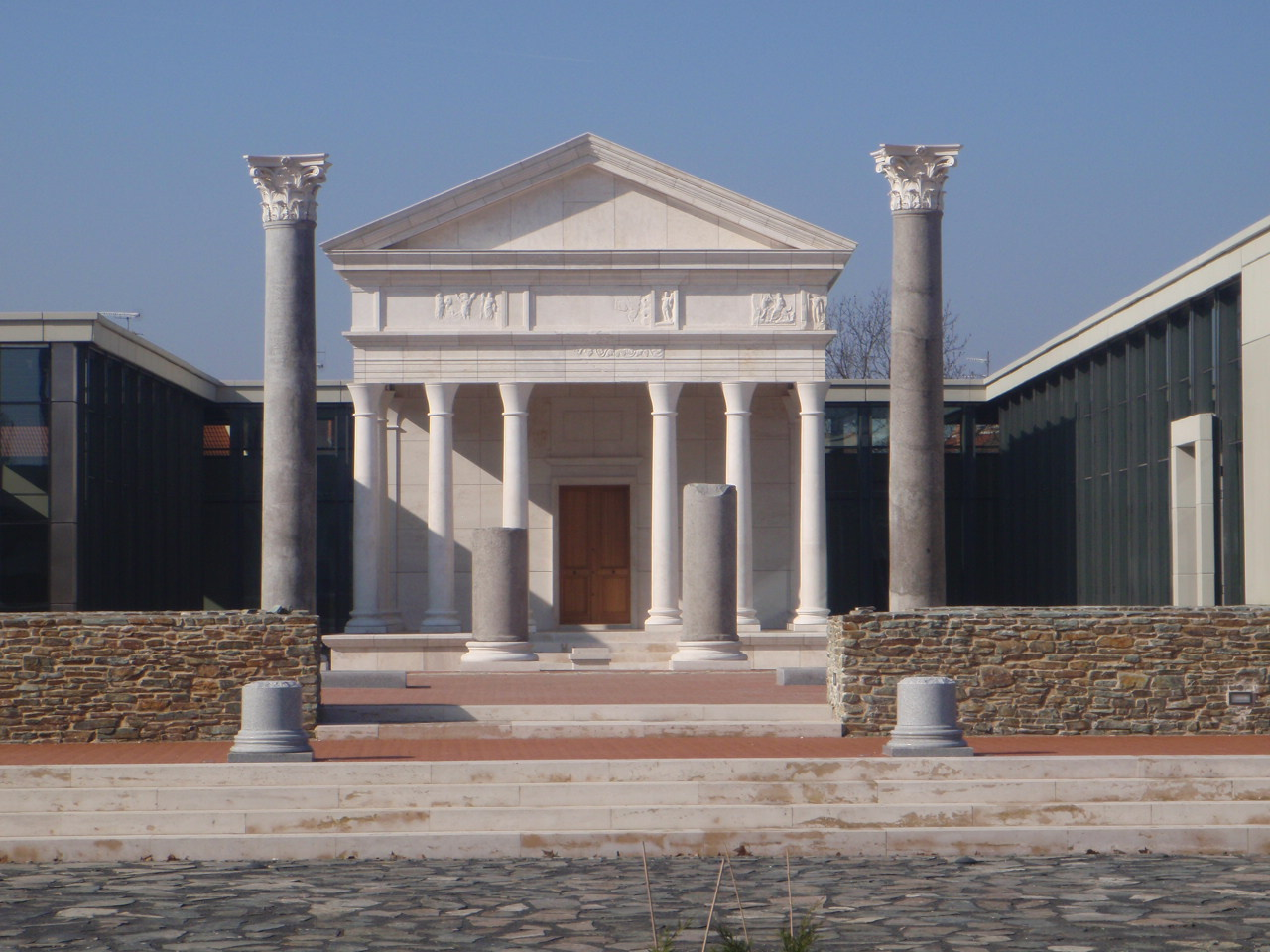
A szombathelyi Ízisz-szentély rekonstrukciója

### Papsága
Ízisz egyiptomi papságáról kevés adat maradt fenn, de bizonyos, hogy története során férfi és női papok is szolgálták. A görög-római korban már minden papja nő, legtöbbjük gyógyító és bába is, és a hiedelem szerint különleges képességekkel rendelkeztek, értelmezni tudták az álmokat, és hajuk befonásával vagy fésülésével képesek voltak szabályozni az időjárást.

### A trónon ülő királynő
Ízisz egyik fontos szerepe az elhunyt fáraó segítése volt, így – három másik istennővel együtt (Nebethet, Neith, Szelket) – a temetkezésben is fontos szerepet töltött be, neve több mint nyolcvanszor szerepel a Piramisszövegekben, a kanópuszedények őrzői közül pedig a májat óvó Imszet isten védelmezőjének tekintették. A fáraó feleségével történő azonosítás vezetett ahhoz az elképzeléshez, hogy Ízisz a fáraó védelmezőjének és később isteni megtestesülésének tartott Hórusz hitvese. Emiatt néha Hathort tartották az anyjának. A középbirodalom idejére, amikortól a sírszövegeket a nemesek is használni kezdték, Ízisz szerepe kibővült a nemesek, sőt, a közemberek védelmezésével is.
Íziszt és húgát gyakran ábrázolták koporsókon, kitárt szárnyú nőalakként, akik a gonosztól védik az elhunytat.
Az Egyiptomi újbirodalom idejére Ízisz a fáraó anyjaként és védőjeként jelentős, gyakran ábrázolják, amint tejével szoptatja a fáraót. Lehetséges, hogy ez volt eredeti szerepe és nevének eredete ezzel kapcsolatban áll: több afrikai törzsnél a király trónját „a király anyjá”-nak nevezik, ami nyújthat némi belátást az ókori egyiptomiak gondolatvilágába.

## Ikonográfiája

### Ízisszel kapcsolatos szimbólumok
A csomók és a mágikus hatalom közti kapcsolat miatt Ízisz egyik jelképe a tjet (jelentése: jólét/élet), más néven az Ízisz-csomó vagy Ízisz vére volt. A tjet több szempontból is hasonlít az ankhra, leszámítva, hogy karjai lefelé hajolnak. Mindig az örök életet és az újjáéledést jelképezi. Az Ízisz vére elnevezés eredete a homályba vész, de vörös fából, kőből vagy üvegből készült tjetet gyakran használták amulettként a temetéseknél, így lehet, hogy a külsejére utaltak ezzel.
A Spica csillag (néha Fuvolahordozónak is nevezik) és a mai Szűz csillagképnek megfelelő csillagzat, melyet abban az időben feltehetőleg a termékenységistenekkel hoztak összefüggésbe, mert nagyjából aratás idején jelent meg. Így összefüggésbe kerültek Hathorral, majd Ízisszel, mikor a két istennőt azonosították. Ízisz magába olvasztotta Szopdetet, a Szíriusz csillag megszemélyesítését is, mivel ez a csillag a Nílus áradása előtt jelenik meg, és emiatt a termékenység elhozójának tartották és Hathorral azonosították. A Szopdetnek azonban mindig megmaradt elkülönült azonossága is, mert a Szíriusz az égen ragyogott, míg Ízisz az alvilág királyának, Ozirisznek a felesége volt.

### Címei
A Halottak Könyvében Ízisz jellemzése: Ő, aki életet ad égnek és földnek, ismeri az árvát, ismeri az özvegyet, igazságot keres a szegénynek, biztonságot nyújt a gyengének. Ízisz más címei: Az ég királynője; Az istenek anyja; Ő, aki minden; A zöld termény úrnője; A ragyogó az égen; A tenger csillaga; A mágia nagy úrnője; A mágia, termékenység, természet, anyaság és túlvilág istennője; Az Életház úrnője; Ő, aki ismeri a szív helyes használatát; Az ég fényhozója; A hatalom szavainak úrnője és A tenger felett ragyogó hold.

### Ábrázolása

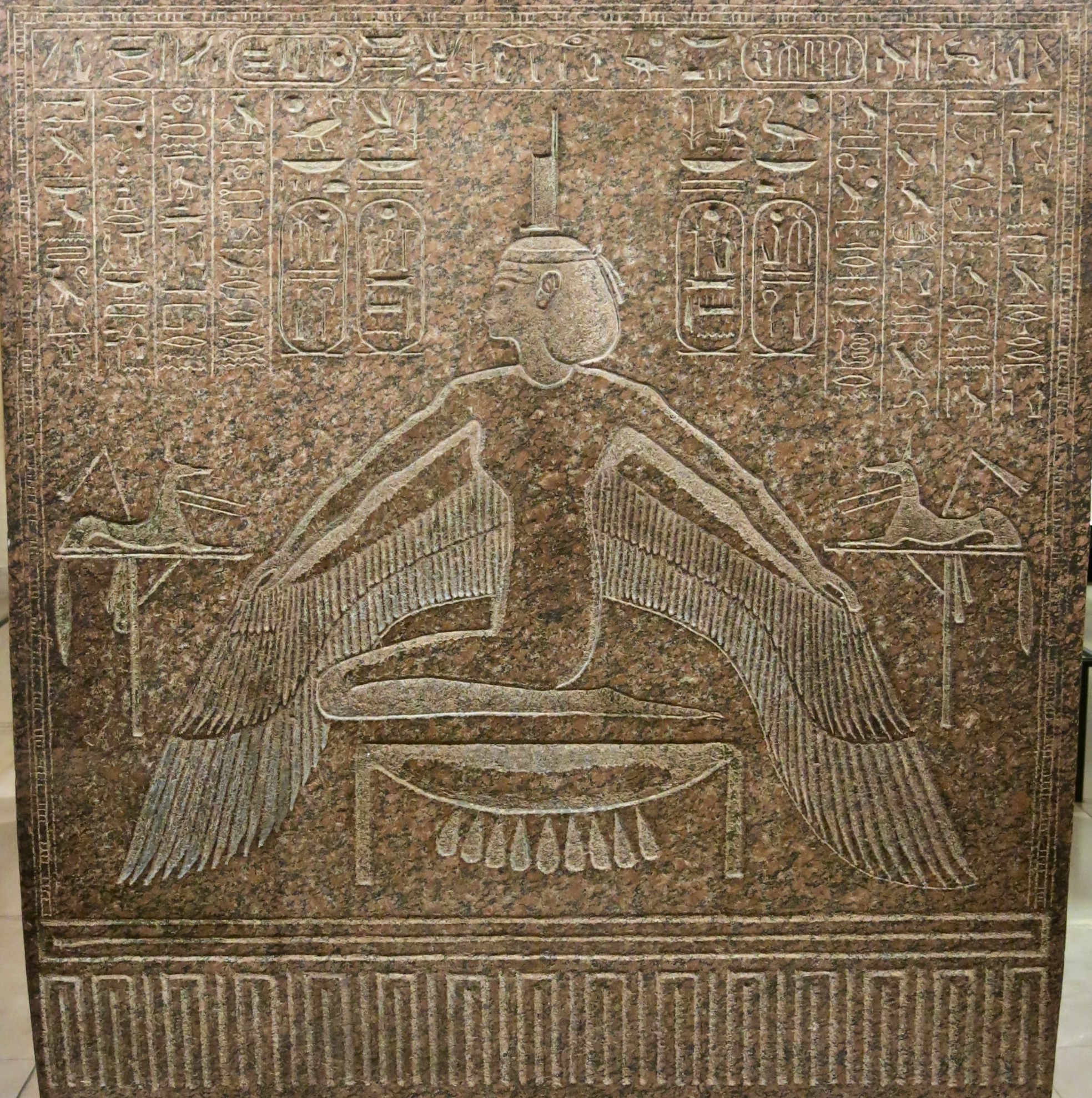
Ízisz, III. Ramszesz szarkofágján, Louvre

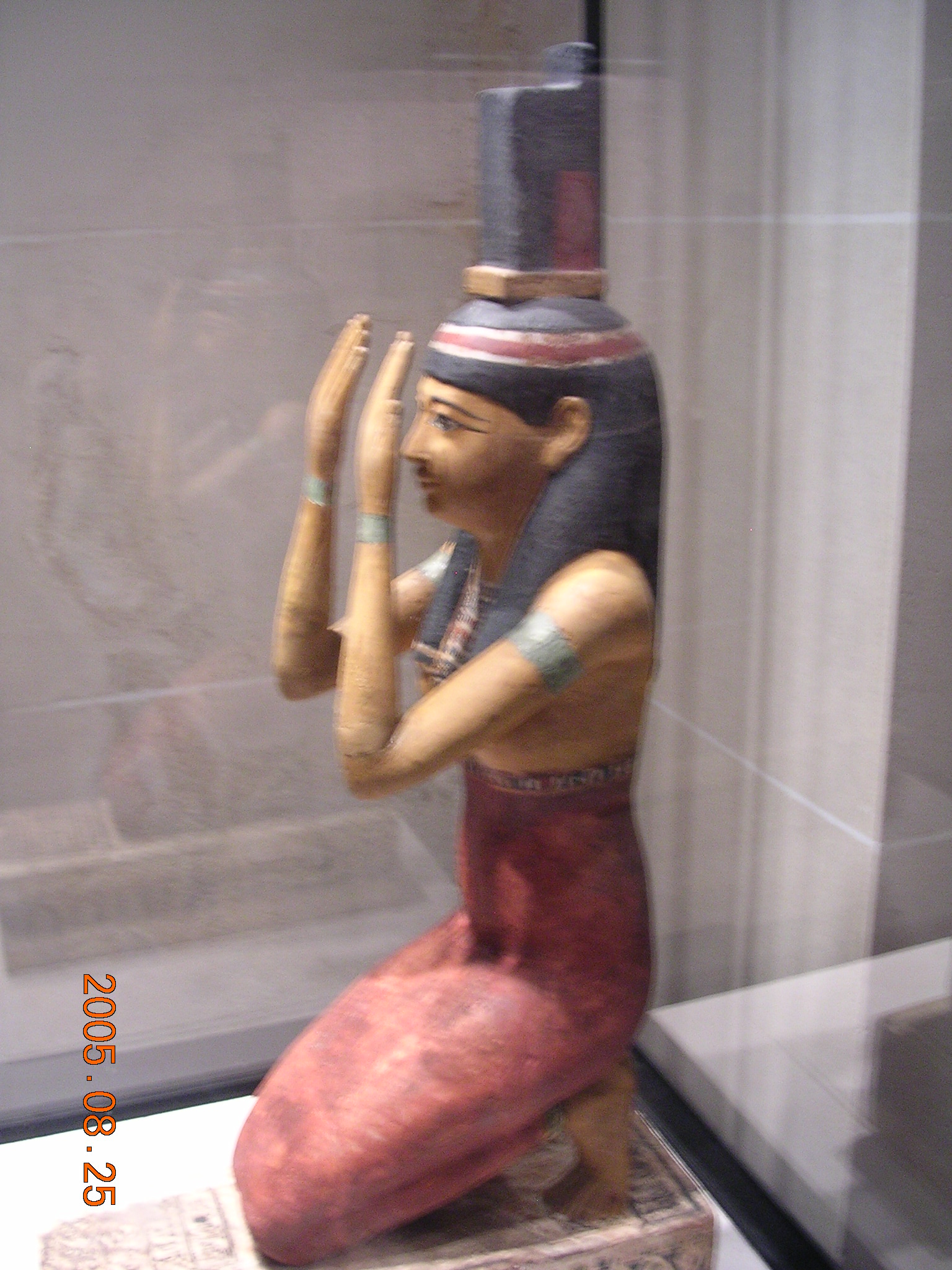
Ízisz szobra a Louvre-ban (Párizs)

Íziszt a művészetben eredetileg hosszú ruhát viselő nőként ábrázolták, fején a trónt jelentő hieroglifával, néha lótuszvirággal a kezében vagy szikomorfaként. Miután alakja egybemosódott Hathoréval, fejdíszét a Hathoré váltotta fel: tehénszarvak, köztük a napkoronggal. Néha tehén vagy tehénfej is jelképezte. Rendszerint fiával, Hórusszal együtt ábrázolták, fején koronával, keselyűvel, néha pedig héjaként, amint Ozirisz teste fölé száll.
Leggyakrabban kezében ankhhal és egyszerű bottal ábrázolják, de néha az eredetileg Hathorhoz tartozó szisztrummal és a félhold alakú menat nyakékkel.

## Mítoszok

### A kezdetek

#### Ízisz születése
Mikor az egyiptomi mitológia kialakult, Ízisz a héliopoliszi kilencség egyik tagja lett Nut égistennő és Geb földisten lányaként, Ozirisz, Széth és Nebethet testvéreként. Su levegőisten, Geb és Nut apja, mikor értesült gyermekei kapcsolatáról, elválasztotta őket egymástól és kijelentette, hogy Nut nem szülhet gyermeket az év egy napján sem. Nut könyörgött Thotnak, hogy segítsen rajta, ő pedig szerencsejátékban még öt napot nyert a holdisten Iahtól. Ez az öt nap volt az egyiptomi naptárban Ozirisz, Hórusz, Széth, Ízisz és Nebethet születésnapja. Más változat szerint Ízisz még Nut istennő méhében esett teherbe Ozírisztől és Hórusz egyik formája, Haroérisz, az „Öreg Hórusz” még ekkor fogant meg.

#### Anubisz
Egy későbbi legenda Anubisz születésével kapcsolatos. A történet elmeséli, hogy Nebet-Hutot, Széth feleségét frusztrálta férje homoszexualitása, ezért Ízisznek öltözött, hogy elcsábítsa Oziriszt. Ozirisz valóban összetévesztette őket; Nebet-Hut ekkor foganta Anubiszt, de mivel félt Széth haragjától, rábeszélte Íziszt, hogy vegye magához a gyermeket. A mítosz elmagyarázza, miért hozták Anubiszt kapcsolatba az alvilággal (mert Ozirisz fia), és hogy miért nem léphetett apja örökébe (mert törvénytelen; így Ozirisz maradt az alvilág ura).

### Ízisz és Ozirisz
A kezdetekkor Ozirisz feleségével, Ízisszel, aki a húga volt, bölcsen uralkodott Egyiptomban. Megtanította az embereket az írásra is. Testvére, Széth azonban megirigyelte hatalmát és csináltatott egy fenséges ládát. Egy lakomán kijelentette, hogy azé lesz a láda, aki pontosan kitölti azt. Amikor Ozirisz is kipróbálta, rácsapta a láda fedelét és a Nílusba dobta. Ízisz a holttest keresésére indul, meg is találja, de végül Széth feldarabolja és szétszórja a holttest darabjait. Ízisz ezért mindenhol gyászolja szeretett férjét, összeszedi testének darabjait és életre kelti; Ozirisz így az alvilág ura lesz, aki megítéli a holtakat. Halála után nemzi Hóruszt. Hórusszal Ízisz sokáig a mocsarakban bujkált, hogy elrejtse a gyermeket Széth elől; Hórusz felnőve bosszút állt apjáért. A mítoszt részletesen lásd itt: Ozirisz-mítosz.

### Ízisz csele
Az egyik történet szerint úgy szerezte hatalmát, hogy becsapta Rét. Szüksége volt ugyanis Ré titkos nevére. Hogy ezt elárulja neki, Ízisz összegyűjtötte az öregember Ré nyálát és kígyóvá varázsolta, amely megmarta Rét. Ízisz megígérte neki, hogy meggyógyítja, ha elárulja neki titkos nevét. Ré annyira szenvedett, hogy végül elárulta neki, így varázsereje Íziszre szállt.

### Ízisz Egyiptomon kívül

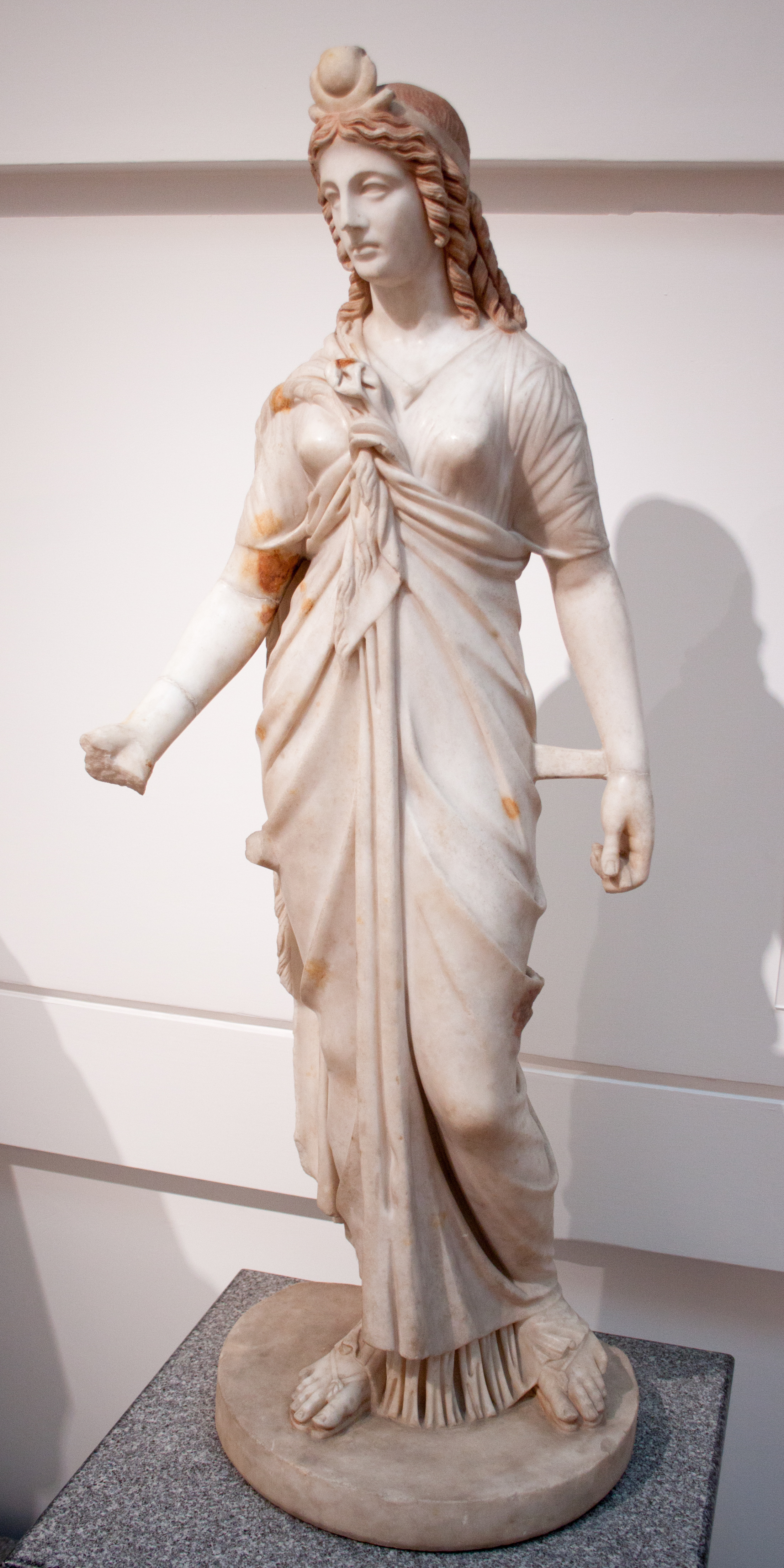
Ízisz-szobor a Római Nemzeti Múzeumban

Az ókorban az anyák és a gyermekek védelmezőjeként az egész Római Birodalomban imádták. Ezért, akárcsak hitvese, Ozirisz, ő is egyetemes istenségnek számított, akit Görögországtól Galliáig, Pompeiitől Észak-Afrikáig sok férfi isteni anyaként tisztelt. A görögök Démétérrel azonosították, mivel a hit szerint Ízisz tanította meg az embereket aratni és őrölni.

## Kapcsolatok a kereszténységgel
Ízisz személye a keresztény művészetekre is hatással volt, a gyermekét tartó vagy szoptató istenanya a Mária-ábrázolások előképe volt.

### Modern Ízisz-imádat
- The Kemetic Orthodox Faith
- Fellowship of Isis